# آن کیسلینگ
آن کیسلینگ (انگلیسی: Ann Kiessling؛ زاده ۲۹ مارس ۱۹۴۲) یک زیست‌شناس اهل ایالات متحده آمریکا است.